# Lignières (Loir i Cher)
Lignières és un municipi francès, situat al departament del Loir i Cher i a la regió de Centre – Vall del Loira. L'any 2007 tenia 398 habitants.

## Demografia

### Població
El 2007 la població de fet de Lignières era de 398 persones. Hi havia 150 famílies, de les quals 44 eren unipersonals (12 homes vivint sols i 32 dones vivint soles), 49 parelles sense fills, 49 parelles amb fills i 8 famílies monoparentals amb fills.
La població ha evolucionat segons el següent gràfic:
Habitants censats

### Habitatges
El 2007 hi havia 226 habitatges, 164 eren l'habitatge principal de la família, 41 eren segones residències i 21 estaven desocupats. 220 eren cases i 2 eren apartaments. Dels 164 habitatges principals, 149 estaven ocupats pels seus propietaris i 15 estaven llogats i ocupats pels llogaters; 10 tenien dues cambres, 40 en tenien tres, 47 en tenien quatre i 67 en tenien cinc o més. 125 habitatges disposaven pel capbaix d'una plaça de pàrquing. A 75 habitatges hi havia un automòbil i a 76 n'hi havia dos o més.

### Piràmide de població
La piràmide de població per edats i sexe el 2009 era:
| Homes | Edats   | Dones |
| ----- | ------- | ----- |
| 0     | 95 o +  | 0     |
| 0     | 90 a 94 | 4     |
| 0     | 85 a 89 | 8     |
| 4     | 80 a 84 | 8     |
| 12    | 75 a 79 | 0     |
| 8     | 70 a 74 | 8     |
| 8     | 65 a 69 | 20    |
| 32    | 60 a 64 | 12    |
| 4     | 55 a 59 | 16    |
| 20    | 50 a 54 | 12    |
| 12    | 45 a 49 | 16    |
| 20    | 40 a 44 | 8     |
| 8     | 35 a 39 | 8     |
| 12    | 30 a 34 | 8     |
| 0     | 25 a 29 | 8     |
| 8     | 20 a 24 | 4     |
| 24    | 15 a 19 | 12    |
| 8     | 10 a 14 | 8     |
| 4     | 5 a 9   | 4     |
| 12    | 0 a 4   | 4     |

## Economia
El 2007 la població en edat de treballar era de 232 persones, 179 eren actives i 53 eren inactives. De les 179 persones actives 159 estaven ocupades (91 homes i 68 dones) i 20 estaven aturades (12 homes i 8 dones). De les 53 persones inactives 21 estaven jubilades, 14 estaven estudiant i 18 estaven classificades com a «altres inactius».

### Ingressos
El 2009 a Lignières hi havia 177 unitats fiscals que integraven 417 persones, la mediana anual d'ingressos fiscals per persona era de 18.460 €.

### Activitats econòmiques
Dels 5 establiments que hi havia el 2007, 1 era d'una empresa extractiva, 1 d'una empresa de fabricació d'altres productes industrials, 1 d'una empresa de construcció, 1 d'una empresa de transport i 1 d'una empresa de serveis.
Dels 3 establiments de servei als particulars que hi havia el 2009, 1 era un taller de reparació d'automòbils i de material agrícola, 1 fusteria i 1 electricista.
L'any 2000 a Lignières hi havia 12 explotacions agrícoles que ocupaven un total de 1.200 hectàrees.

## Poblacions més properes
El següent diagrama mostra les poblacions més properes.